# مدیریت املاک
مدیریت املاک (انگلیسی: Property management) یا مدیریت اموال، به عملیات نگهداری، کنترل و نظارت بر املاک و مستغلات اطلاق می‌شود، که اغلب بمنظور مدیریت بر املاک مسکونی بکار می‌رود. مدیریت املاک فرایندها، سیستم‌ها و نیروی انسانی مورد نیاز برای مدیریت چرخه عمر املاک را نیز در بر می‌گیرد، همچنین حوزه‌هایی چون مدیریت بر اموال شخصی، تجهیزات، ابزار و دارایی‌های فیزیکی موجود در املاک را که برای ساخت، تعمیر و نگهداری ملک، مورد استفاده قرار می‌گیرند نیز شامل می‌شود.